# Anderson Ruffin Abbott

Anderson Ruffin Abbott (7 avril 1837 — 29 décembre 1913) est le premier canadien noir à avoir obtenu un diplôme de médecin, en 1861. Il servit ensuite aux États-Unis, au sein de l'Armée de l'Union, comme chirurgien, lors de la Guerre de Sécession. On se souvient aussi de lui pour avoir été l'un des médecins présents autour du lit de mort du président Abraham Lincoln, peu après l'attentat perpetré par John Wilkes Booth, le 14 avril 1865,. Il devint en fin de carrière, chirurgien chef, puis administrateur du Provident Hospital de Chicago, avant de devenir chroniqueur pour différents journaux, comme le Colored American Magazine, l'Anglo-American Magazine, ou encore le New York Age.